# لی د می
لی د می (انگلیسی: Lea De Mae؛ زاده ۲۶ دسامبر ۱۹۷۶ درگذشته ۹ دسامبر ۲۰۰۴) شیرجه‌رو اهل جمهوری چک و عضو تیم ملی این کشور که دیرتر به بازیگریر فیلم‌های پورنوگرافی پرداخت.